# Neurose
Unter Neurose (wörtlich etwa „Nervenkrankheit“, aus altgriechisch νεῦρον neuron „Faser, Sehne, Nerv“ und -ose für Krankheit) wird seit William Cullen (1776) eine nervlich bedingte, rein funktionelle Erkrankung verstanden (d. h. ohne Nachweis einer organischen Läsion). So sprach man z. B. von Herzneurosen. Seit der Zeit Sigmund Freuds wurde hierunter eine psychische Störung verstanden, die durch einen innerseelischen oder einen zwischenmenschlichen Konflikt verursacht wird. Neurosen wurden damals den Psychosen gegenübergestellt, wobei Psychosen als die schwereren seelischen Störungen galten.
Inzwischen wurde der Neurosebegriff zugunsten einer differenzierteren Aufteilung in verschiedene Störungsgruppen weitestgehend aufgegeben. Wesentliche Gründe dafür sind, dass man so den verschiedenen unter „Neurosen“ zusammengefassten Störungsbildern besser gerecht werden konnte und sich die mit dem Begriff verbundenen theoretischen Annahmen zur psychischen und körperlichen Verursachung in dieser Form nicht halten ließen.

## Der Begriff der Neurose in der Gegenwart
Der Begriff wird im aktuellen US-amerikanischen Diagnosesystem (dem DSM-5) weitgehend vermieden. Stattdessen wird im DSM von psychischen Störungen in rein beschreibendem Sinne gesprochen (Querschnittsbild = Ist-Zustand).
Auch in der Internationalen Klassifikation psychischer Störungen (ICD-10), Kapitel V taucht der Begriff nicht mehr als nosologische Einheit auf, sondern die Neurosen finden sich, gemeinsam mit Belastungsstörungen und somatoformen Störungen, im Abschnitt F40-F48 unter der Überschrift Neurotische, Belastungs- und somatoforme Störungen. Die frühere Klassifizierung ist aber über den Index auffindbar als Neurose: anankastische (F42), Charakter- (F60.9), depressive (F34.1), Herz- (F45.30), hypochondrische (F45.2), Magen- (F45.31), psychasthenische (F48.8), Renten- (F68.0), soziale (F 40.1), traumatische (F43.1) und Zwangsneurosen (F42). Ergänzend werden ebendort die nicht näher bezeichneten (F 48.9) und sonstigen neurotischen Störungen erwähnt.
Psychodynamisch orientierte Autoren sehen den Begriff z. B. in psychogenetischer Hinsicht (Längsschnitt = Gesichtspunkt der Entwicklung) jedoch weiterhin als notwendig an. So definieren Hoffmann und Hochapfel Neurosen als überwiegend umweltbedingte Erkrankungen, die eine Störung im psychischen, körperlichen oder im Bereich der Persönlichkeit bedingen.
In den kognitiv-behavioralen Ansätzen werden die Neurosen, wie andere psychische Störungen, auf fehlangepasste und erlernte Verhaltens- und Einstellungsmuster beschrieben, die auf der Grundlage von Vulnerabilität und Stress entstehen.

## Theorien und Systeme

### Traditioneller Neurosebegriff
Nach der zum Teil heute nicht mehr vertretenen Sicht (siehe oben) ist die Neurose eine allgemeine psychische Verhaltensstörung längerer Dauer. Auch bestimmte Kriegstraumata (wie sie die sogenannten Kriegszitterer zeigten) wurden als Neurosen (Kriegsneurosen) aufgefasst. Sie ist dadurch gekennzeichnet, dass sie erst im Laufe der Entwicklung entstanden ist. Zur Bestätigung solcher Diagnosen müssen organische Störungen als Ursache des Fehlverhaltens ausgeschlossen werden. Seine ihm charakteristischen Verhaltensstörungen vermag der Neurotiker nicht zu kontrollieren, er ist sich seines Leidens jedoch bewusst und an sich fähig, dessen Ursachen zu ergründen. Gemäß Freuds Theorie führt dieses geistige Streben zu ersten therapeutischen Ergebnissen, vor allem in Anwendung der Traumanalyse. Der Psychotiker ist dazu tendenziell außerstande, da bei ihm auch der Realitätsbezug nicht mehr vorhanden ist. Die Übergänge zur Neurose sind jedoch fließend. So stellen zum Beispiel auch die Träume der Gesunden („normalen“ Neurotiker) nach Freud im weitesten Sinne „psychotische“ Vorgänge dar, infolge des im Schlaf momentan geschwächten Ich-Vermögens, die im Traum erlebte Realität von der den Träumer umgebenden Wirklichkeit zu unterscheiden.
Zu den Neurosen wurden Zwangsstörungen (z. B. „Waschzwang“), Hysterien, Hypochondrien, Phobien (z. B. Sozialphobie), Angststörungen, schizoide und paranoide Störungen gezählt. Als differentialdiagnostisches Kriterium zur Abgrenzung von den Psychosen galt unter anderem auch, dass die Neurotiker ihre Probleme als in ihnen selbst liegend zu erkennen vermögen, während die von einer Psychose Betroffenen im akuten Fall an dem Unvermögen leiden, ihre innere Situation (‚Stimmen hören‘ u. Ä.) von der sie umgebenden Realität zu differenzieren.
Es gibt verschiedene Ausprägungsgrade tendenziell „neurotischen“ Erlebens und Verhaltens, die nicht immer einer Behandlung bedürfen, sondern sich auch als „gesunde“ Formen der Angstbewältigung und Konfliktverarbeitung in einer jeweils typischen Form ausprägen können. Eine Darstellung der verschiedenen Typen jenseits einer Störung mit Krankheitswert findet sich bei Fritz Riemann. Als subjektiv erleichternd wirkt sich die weite Verbreitung eines bestimmten Typs von Neurose in der jeweils betroffenen Kultur aus, der dadurch zur sozialen Norm wird. Dadurch wird das Gefühl sozialer Ausgrenzung beziehungsweise Minderwertigkeit (s. o.) abgeschwächt.

### Neuere Klassifikationssysteme
Durch die Klassifikationssysteme ICD-10 und DSM-5 wurde der ausschließlich auf den Theorien der Psychoanalyse beruhende Begriff Neurose durch neutrale, atheoretische Bezeichnungen ersetzt. In der offiziellen Nomenklatur dieser Systeme kommt nur noch das Adjektiv neurotisch vor. Begründungen für das Vorhaben, den Begriff Neurose weitgehend zu meiden, sind
1. die unzulängliche Abgrenzbarkeit zur Psychose, da dies nach den Maßgaben der WHO und zur Differenzialdiagnostik wichtig ist;
2. die nicht mögliche scharfe Abgrenzung zwischen neurotischem und gesundem Verhalten und
3. die Theoriegebundenheit des Begriffs.

Der heutige Neurosebegriff stammt aus der Psychoanalyse Sigmund Freuds und wurde seither auch innerhalb der Psychoanalyse kritisch diskutiert, einschließlich der mit ihr einhergehenden Unterscheidung zwischen neurotischem und gesundem Verhalten und Erleben, welche als relativ angesehen wird. Eine systematische Darstellung findet sich bei Stavros Mentzos unter Einbeziehung neuerer klinischer Perspektiven, der Diskussion klassifikatorischer Probleme sowie der klassischen und neuere Modelle. Anstelle der Bezeichnung Neurose tritt dabei der Begriff des Modus der Konfliktverarbeitung. Der unzulänglichen Abgrenzung zur Psychose begegnet diese Klassifizierung mit der Unterscheidung in strukturelle Mängel, worunter die Psychosen, Borderline-Störungen und Narzisstischen Störungen im engeren Sinne gefasst werden, und in reifere, nicht psychotische, narzisstische Modi. Zu den nicht psychotischen, aber dennoch narzisstischen Modi zählt er u. a. den depressiven und den hypochondrischen Modus. Zu den demgegenüber reiferen Modi gehören der hysterische, zwangsneurotische, phobische und angstneurotische Modus.

### Theoriegeschichte
Der schottische Arzt William Cullen verstand 1776 in Anlehnung an die damalige, durch Konzepte von Sensibilität, Irritabilität und „Nervenkraft“ geprägte Neurophysiologie unter dem Begriff Neurose alle psychischen Erkrankungen und nicht entzündlichen Störungen des Nervensystems. Das hat insofern noch eine aktuelle Bedeutung, da bis heute im medizinischen Ausbildungssystem das Fachgebiet Psychiatrie mit dem der Neurologie in besonderer Weise verbunden ist. Der Nervenarzt ist auch für die Psyche zuständig.
Der Begriff war zu Zeiten von Cullen wie auch heute umstritten und stellte das psychiatrische Versorgungssystem nach Auffassung namhafter zeitgenössischer Psychiater dort in Frage, wo er nicht genügend rezipiert wurde (Dörner 1975). Der Begriff Neurose war mit der Entstehung der Psychiatrie eng verbunden und stammte nicht nur von Sigmund Freud.
Freud verhalf dem Begriff der Neurose zwar zu weitgehender Verbreitung, war für diese Entwicklung aber keineswegs alleine verantwortlich. Freud begann seine berufliche Karriere als Nervenarzt und war von den materialistischen Vorstellungen seiner Zeit nicht frei. Er arbeitete in einem physiologischen Labor, als man ihm Gelegenheit gab, in Paris die klinische Arbeitsweise von Jean-Martin Charcot kennenzulernen, der dort Suggestionsbehandlungen durchführte. Dies bewirkte einen Wandel in der Zielrichtung seiner bisherigen naturwissenschaftlichen Arbeiten. Freud dehnte seine Theorien ausgehend von der Sexualität z. T. bis auf die Kultur- und Gesellschaftskritik hin aus. Maßgeblich dafür waren seine systematischen individualpsychologischen Kenntnisse (Neurosenlehre), die er auf die Gesellschaft übertrug (Ideologiekritik), siehe z. B. sein Spätwerk „Das Unbehagen in der Kultur“.
Freud wandte den Begriff Neurose insbesondere auf die psychischen Störungen an, bei denen keine organischen Ursachen vermutet wurden. Die Frage, ob bei schwereren psychischen Krankheiten (Psychosen) nicht doch körperliche Bedingungen stets eine Rolle spielen, ist bis heute nicht zweifelsfrei geklärt. Zweifelsfrei gilt das nur für die ausdrücklich so genannten organischen Psychosen. Freud öffnete seine Neurosentheorie auch für diese zweifelhaften Fälle der lange Zeit als endogene Psychosen bezeichneten psychischen Erkrankungen. Er sprach hier von narzisstischen Neurosen, während man diese Formen sonst als chronische Paranoia oder als Dementia paranoides bezeichnete.

### Psychoanalytische Konzepte
Die neurotische Symptombildung ist in der Psychoanalyse der Ausdruck eines unbewussten Konflikts. Bei den klassischen Psychoneurosen entspricht er einem ungelösten frühkindlichen Konflikt. Im Gegensatz dazu werden Aktualneurosen durch einen Konflikt im unmittelbaren Erleben ausgelöst. Durch die Analyse wird dieser Konflikt bewusst gemacht und dadurch Heilung ermöglicht. Neurosen werden nach der psychoanalytischen Theorie u. a. ausgelöst durch Störungen in bestimmten kindlichen Entwicklungsphasen. Eine Persönlichkeitsstörung (Charakterneurose), welche zumeist ich-synton ist, wird durch eine frühe Störung in der Entwicklung ausgelöst.
Speziell in der klassischen Psychoanalyse und der Psychiatrie der Freud’schen Schule und deren Nachfolgern wird angenommen, dass eine Neurose durch einen inneren, unbewussten Konflikt verursacht wird. Freud entwickelte zur Veranschaulichung der Krankheitsdynamik ein Strukturmodell der Psyche. Freud sprach von einem psychischen Apparat, der aus drei Instanzen, dem Ich, dem Es und dem Über-Ich bestehe. Bei dem unbewussten Konflikt komme es zu fehlender Anpassung des Ichs als Mittler zwischen Innenwelt und äußerer Realität. Diese mangelnde Adaptation des Ichs an alltägliche äußere Belastungen wird auf mangelhaft kontrollierbare, weil unbewusste, Einflüsse des Es oder des Über-Ichs zurückgeführt. Das Es vertritt dabei den triebhaften Pol der Psyche, das Über-Ich die Rolle eines Zensors oder Richters. Die mangelnde Anpassung ist im späteren Leben häufig stellvertretende Folge eines unbewältigten frühkindlichen Traumas. Durch dieses akute Trauma oder durch leichtere sich wiederholende chronische Traumatisierungen kommt es nach der psychoanalytischen Theorie zu einer vermehrten Abwehrbereitschaft gegen diese schmerzlichen Erinnerungen. Freud gebrauchte den Begriff Neurose ab 1895 in noch heute gültigem Sinne.
Carl Gustav Jung formuliert hierzu, dass ohne schon vorher vorhandene bewusste Begriffe eine Apperzeption unmöglich sei, woraus sich viele neurotische Störungen ergäben. Im Unbewussten existieren gewisse Inhalte, welche mangels apperzipierender Begriffe (von „greifen“, comprehendere) nicht ins Bewusstsein aufgenommen werden könnten. Deren oft beträchtliche Energie verlagere sich auf normalerweise wenig betonte, aber bewusste Inhalte und erhöhe deren Intensität ins Pathologische. Es entstünden dadurch nur scheinbar grundlose Phobien und Obsessionen (überspannte Ideen, Idiosynkrasien, hypochondrische Vorstellungen, intellektuelle Perversitäten), welche sich sozial, religiös oder politisch äußern könnten.
Die Primärtheorie von Arthur Janov erklärt die Neurose in anderer Weise als die klassische Freud’sche Schule. In der Primärtheorie versucht ein Kind psychische Konflikte zwischen natürlichen Bedürfnissen (Es) und diesen natürlichen Bedürfnissen entgegenstehenden Lebensbedingungen (im weitesten Sinne als Über-Ich zu verstehen) dadurch zu lösen, dass es die Bedürfnisse aus dem bewussten Erleben verdrängt. Im Alter von etwa sechs Jahren, was je nach Lebensbedingungen variieren kann, gewinne das Kind die grundsätzliche Erkenntnis, dass es mit seinen natürlichen Bedürfnissen niemals anerkannt werde. Dies führe zu einem sogenannten „Umkippen“. Die Tendenz zur Verdrängung von Bedürfnissen nehme ab diesem Zeitpunkt überhand und wird im primärtherapeutischen Sinne als neurotisch bezeichnet.